# 狮子山汉楚王墓
狮子山汉楚王墓位于中华人民共和国江苏省徐州市云龙区狮子山主峰南坡。1984年狮子山西麓发现了汉兵马俑，以此为线索，1991年7月，兵马俑坑的主墓即狮子山汉楚王墓也被找到。1994年12月至1995年三月，南京博物院、徐州博物馆、徐州汉兵马俑博物馆等单位人员组成的考古队对其作了发掘清理。
狮子山汉墓坐北朝南，凿山为藏，规模宏大。南北总长117米，东西最宽13.2米，共有墓室12个，总面积851平方米，总容积5139立方米。该墓可能早在新莽时期即遭盗掘，但仍出土了2000多件套随葬品，包括玉器、金银器、青铜器、陶器、钱币、印章等。
该墓的发掘者认为，墓主人很可能是西汉第三代楚王刘戊。但近年多数学者认为，狮子山汉楚王墓的墓主系第二代楚王刘郢。
狮子山汉楚王墓被评为1995年度中国十大考古发现之一，1996年被列入第四批全国重点文物保护单位。目前该墓被原址保存，对游客开放，成为徐州汉文化景区的一部分。

羊龟山王后陵

## 文物
狮子山汉兵马俑分布于四个俑坑内，一、二、三号坑东西向平行排列，四号坑在一、二、三号坑东端，为南北向。四个俑坑共出土兵马俑2300余件，均为陶质，且有彩绘，但多数已脱落。陶俑的种类繁多，有官员俑、卫士俑、发辫俑、甲士俑等10多种。